# Viktor Hamburger
Viktor Hamburger (né le 9 juillet 1900 à Landeshut en Silésie et mort le 12 juin 2001 à Saint-Louis) est un biologiste du développement germano-américain et pionnier de la neuroembryologie.

## Biographie
Viktor Hamburger est fils du commerçant étudie la zoologie à Wrocław, Heidelberg et Munich. En 1920, il rejoint l'Université Albert Ludwig de Fribourg. Sous la direction de Hans Spemann, il soutient obtenu son doctorat en 1925, avec une thèse sur l'influence du système nerveux sur le développement des membres chez les grenouilles. Après des années comme assistant auprès d'Alfred Kühn à Göttingen et d'Otto Mangold à Berlin, il revient à Fribourg en tant que professeur privé. En 1932, il peut étudier avec le zoologiste Frank Rattray Lillie à l'Université de Chicago grâce à une bourse de la Fondation Rockefeller. En 1933, il est licencié de Fribourg en raison de ses origines juives, qui l'empêchèrent de retourner en Allemagne. Il réussit cependant une carrière scientifique aux États-Unis : en 1935, il devient professeur adjoint et, en 1941, professeur et directeur du département de zoologie de l'université de Washington à Saint-Louis, où il reste jusqu'à sa retraite en 1969.

## Travaux
L'ouvrage le plus connu de Viktor Hamburger est une description détaillée des étapes de développement de l'embryon de poulet ; c'est l'une des publications en biologie les plus fréquemment citées avec plus de 4 000 citations. Ce classement en étapes, connue sous le nom d’étapes Hamburger-Hamilton, est encore utilisée aujourd’hui par les biologistes du développement. Son travail sur l'identification du facteur de croissance nerveuse est d'une grande importance ; Rita Levi-Montalcini et Stanley Cohen ont reçu le prix Nobel de physiologie ou médecine en 1986 pour ces travaux réalisés dans le laboratoire de Viktor Hamburger dans les années 1950.

## Hommages et distinctions
En 1953, Viktor Hamburger devient membre de l'Académie nationale des sciences et en 1959 de l'Académie américaine des arts et des sciences. Il reçoit des doctorats honorifiques de l'Université de Washington, de l'Université d'Uppsala et de l'Université Rockefeller. En 1983, il a obtient le prix Louisa Gross Horwitz, en 1989 la médaille nationale des sciences et en 1985 le prix Ralph W. Gerard.

## Œuvres (choix)
- V. Hamburger : Manual of Experimental Embryology. University of Chicago Press, 1942.
- V. Hamburger : The Heritage of Experimental Embryology: Hans Spemann and the Organizer. Oxford University Press, 1988,  (ISBN 0-19-505110-6)